# .at

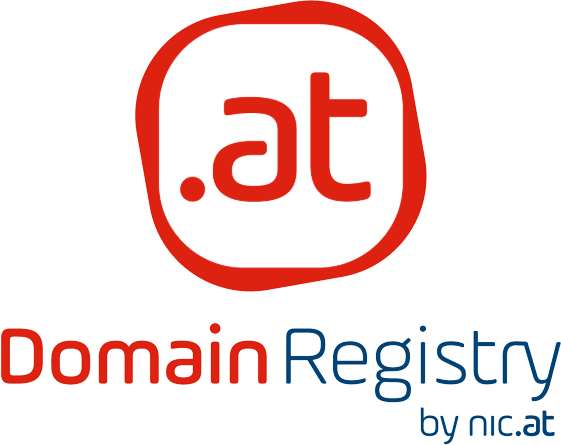

.at는 오스트리아의 인터넷 국가 코드 최상위 도메인이다. NIC.AT에 의해 관리된다.
.at 최상위 도메인은 많은 2차 도메인을 가지고 있다.
- .gv.at - 정부 시설
- .ac.at - 학술, 교육 시설 (등록은 빈 대학교에서 받고 있다.)
- .co.at - 회사 (무제한 등록)
- .or.at - 조직 (무제한 등록)

등록에 제한이 없다고 하는 것은 2차 도메인의 경우에 한해서이다. at로 끝나는 영어 낱말로 된 도메인의 수는 수많은 도메인 핵의 가능성을 암시한다. bo.at가 그 예이다. arrive.at와 같은 낱말로서의 "at"의 도메인 핵이 널리 쓰이고 있다.
국제화 도메인 이름의 등록은 다음의 절차를 통해 수행된다.

## 2차 도메인
- ac.at - 학술, 연구 시설.
- gv.at - 정부 시설.
- or.at - 조직.
- co.at - 영리 조직.
- priv.at - 개인